# London Babu
London Babu è un brano musicale del film di Tollywood 1: Nenokkadine cantato da Priya Hemesh, con musiche di Devi Sri Prasad e testi di Chandrabose, pubblicato il 19 dicembre 2013.